# إستو
إستو (بالإنجليزية: Esto)‏ هي مدينة أمريكية تقع في ولاية فلوريدا. تبلغ مساحة هذه المدينة 6.1 (كم²)،ويبلغ عدد سكانها 356 نسمة حسب إحصاء سنة 2010 م 356.تشير إحصاءات سنة 2000م بأن الكثافة السكانية في هذه المدينة تقدر بـ(58.4) نسمة/كم2 